# Liste de films algériens sortis en 1965
Liste de films algériens
- 1961
- 1962
- 1963
- 1964
- 1965
- 1966
- 1967
- 1968
- 1969

Liste non exhaustive de films algériens sortis en 1965.

## 1965
| Affiche | Titre             | Réalisateur    | Production                       | Genre        | Notes |
| ------- | ----------------- | -------------- | -------------------------------- | ------------ | ----- |
|         | L'Aube des damnés | Rachedi Ahmed  | ONCIC                            | Documentaire |       |
|         | Une si jeune paix | Jacques Charby | Centre National du Film Algérien | Docufiction  |       |